# Xã Coon Creek, Quận Lyon, Minnesota
Xã Coon Creek (tiếng Anh: Coon Creek Township) là một xã thuộc quận Lyon, tiểu bang Minnesota, Hoa Kỳ. Năm 2010, dân số của xã này là 244 người.